# Tiburtius Hümpfner
Tiburtius Hümpfner OCist (* 21. Februar 1885 in Katymár, Komitat Bács-Kiskun; † 12. April 1966 in Felsőörs, Komitat Veszprém) war ein ungarischer Zisterziensermönch und Ordenshistoriker.

## Leben
Hümpfner, einer von neun Geschwistern, entstammte der deutschsprachigen Minderheit im Süden von Ungarn. Als Schüler war er in derselben Klasse wie der berühmte Literat Dezső Kosztolányi. Er besuchte das Gymnasium in Kalocsa (Kollotschau) und trat 1901 als Novize in das von Kloster Zirc abhängende Zisterzienserkloster in Baja (Frankenstadt) ein. Ab 1904 studierte er Theologie im (von Péter Pázmány gegründeten) Collegium Pazmanianum in Wien, ab 1906 an der Universität Innsbruck, wo er bis 1909 Mitglied des Collegium Canisianum war. Er wurde 1908 zum Priester geweiht und 1911 promoviert. Unter Abt Békefi Remig (1858–1924, Abt ab 1911) war er Novizenmeister in Zirc, dann lehrte er an den von seinem Orden betriebenen Gymnasien und der Hochschule in Budapest. Er wurde in der Territorialabtei Wettingen-Mehrerau Sekretär von Abt Kassian Haid, der von 1920 bis 1927 von Mehrerau aus als Generalabt des Ordens fungierte. Von 1927 bis 1936 war Hümpfner unter Generalabt Franziskus Janssens Generalsekretär des Ordens in Rom. Auf dem Generalkapitel des Zisterzienserordens von 1933 in Rom war er zusammen mit Matthäus Quatember, Aelred Pexa und Karl Kreh einer der Kapitelsekretäre (notarii capituli). Nach der Absetzung von Generalabt Janssens wegen Misswirtschaft ging Hümpfner 1937 nach Ungarn zurück. Sein Lebensweg führte ihn über viele Stationen, darunter eine Zeit um 1930 als Seelsorger der Ureinwohner in Montreal, wo er zum Ehren-Indianerhäuptling ernannt wurde und ein Pamphlet über die inzwischen kanonisierte Kateri Tekakwitha verfasste.
Hümpfner gab 1932 auf Bitte von Alexis Presse die vom 1930 verstorbenen Auguste Trilhe aufgefundene sog. Summa Cartae Caritatis (SCC) heraus, Vorläufer der bis dahin einzig bekannten Überlieferung der Carta Caritatis. Er war korrespondierendes Mitglied der Académie des Sciences, Arts et Belles-Lettres de Dijon (1933).
Tiburtius Hümpfner darf nicht verwechselt werden mit dem Augustiner und Autor Winfried Hümpfner (1889–1962).

## Veröffentlichungen
- als Hrsg.: Der bisher vermisste Teil des Exordium Magnum S.O.C. In: Cistercienser-Chronik, Band 20, 1908.
- Cistercienser Reise durch die Schweiz. In: Cistercienser-Chronik, Band 27, 1915, S. 113–122.
- Die Bibel des hl. Stephan Harding. In: Cistercienser-Chronik, Band 29, 1917, S. 73–81.
- Ikonographie des hl. Bernhard von Clairvaux. Im Auftrag Seiner Gnaden des Hochwürdigsten Herrn Dr. Cassian Haid, Generalabt des Cistercienser-Ordens, Abt von Wettingen Mehrerau, gesammelt und veröffentlicht. Filser, Augsburg 1927.
- Les fils de S. Bernard en Hongrie, Elet, Budapest 1927 („Die Söhne des hl. Bernhard in Ungarn.“ Vortrag auf dem Congrès de l’Association Bourguignonne des Sociétés Savantes, Dijon, Juni 1927).
- als Hrsg.: Exordium Cistercii dum summa Cartae caritatis et fundatio primarum quattuor filiarum Cistercii. Kapisztran Nyomda Vác 1932 (entdeckt von Auguste Trilhe).
- Archivum et bibliotheca Cistercii et quatuor primarum filiarum Eius, Rom 1933. In: Analecta Cisterciensia 2, 1946, S. 119–145.